# Supermarine Sea Lion II
Il Supermarine Sea Lion II era un idrocorsa progettato per partecipare alla Coppa Schneider del 1922, evoluzione intermedia degli idrovolanti da corsa costruiti dall'azienda britannica Supermarine Aviation Works, realizzato dopo il Sea Lion I e precursore del Sea Lion III.

## Storia

### Sviluppo
Dopo la partecipazione del Sea Lion I nell'edizione del 1919 della Coppa Schneider, la Supermarine decise di progettarne un successore, il Sea Lion II. Il Sea Lion I aveva infatti raggiunto i limiti di sviluppo in quanto già lui stesso derivato dal Supermarine Baby realizzato cinque anni prima e che ne conservava le impostazioni progettuali oramai superate. Si decise allora di avviare la costruzione di un esemplare totalmente basato su nuove tecnologie mantenendo solamente l'ancora valida motorizzazione Napier Lion, uno dei migliori motori disponibili all'epoca.
Per la base di partenza venne scelto il caccia anfibio Supermarine Sea King II, un biplano con motore in configurazione spingente progettato da Reginald Joseph Mitchell, al quale venne sostituito l'originale motore Hispano-Suiza da 300 hp con il più potente Lion da 450 hp abbinandolo ad un'elica quadripala.

### Impiego operativo
Il Sea Lion II, immatricolato G-EBAH, venne iscritto alla sesta edizione della Coppa Schneider, svoltasi a Napoli dal 10 al 12 agosto 1922. Affidato alla guida di Henri Biard venne contrassegnato per la competizione con il numero 14. Alla fine della competizione risulterà vincitore percorrendo la distanza della gara in 1 h 34 m 51 s ad una media di 234,516 km/h (145,7 mph) e battendo Alessandro Passaleva, il pilota collaudatore ufficiale della Savoia-Marchetti, che in quell'occasione pilotava per la prima volta il Savoia-Marchetti S.51.
La vittoria contribuì l'entusiasmo nell'iscrizione alla successiva edizione del 1923, che si disputò a Cowes, in Inghilterra, per difendere il titolo appena conseguito. Tuttavia, avendo quell'anno a disposizione una nuova versione del Napier Lion capace di 550 hp (410 kW), il modello originale venne leggermente modificato ed irrobustito per adottare la nuova e più potente motorizzazione acquisendo la denominazione Sea Lion III.

## Utilizzatori
Regno Unito
- Royal Air Force
- Supermarine Aviation Works

## Velivoli comparabili
Italia
- Savoia-Marchetti S.51